# Standard Chartered Bank
La Standard Chartered Bank è una società finanziaria internazionale con sede a Londra. È una banca universale che fornisce servizi a privati, imprese e governi. Nonostante il fatto che abbia la propria sede centrale in Gran Bretagna, fino al 90% degli utili provengono dalle filiali in Asia, Africa e Medio Oriente.
Standard Chartered opera in 70 paesi e impiega 80 000 dipendenti. Il gruppo bancario è il risultato della fusione fra la Chartered Bank e la Standard Bank.
Standard Chartered ha una quotazione primaria alla Borsa di Londra ed è un elemento costitutivo dell'indice FTSE 100. Ha quotazioni secondarie alla Borsa di Hong Kong, alla Borsa Nazionale dell'India e all'OTC Markets Group Pink. Il suo maggiore azionista è Temasek Holdings, di proprietà del governo di Singapore.
Dal 2010 è lo sponsor ufficiale del Liverpool Football Club.

## Storia

### LaChartered Bank of India, Australia and China
La Chartered Bank of India, Australia and China fu fondata in forma di società per azioni a Karachi (allora nell'India britannica) nel 1843 in base alla concessione di una regia patente da parte della regina Vittoria.
Nel 1858 aprirono le prime filiali, a Calcutta, Bombay e Shanghai; nel 1859 vennero inaugurate quelle di Hong Kong e Singapore, seguite da quella di Karachi nel 1863. La Chartered Bank fu abile nello sfruttare l'espansione del traffico commerciale fra l'India e la Cina e gli altri territori britannici in Asia, nonché i profitti che potevano ottenersi finanziando i commerci fra l'Europa e l'Estremo Oriente. Perciò rivaleggiava con le altre banche britanniche operanti nell'area: la Oriental Bank Corporation, la Hong Kong and Shanghai Banking Corporation e la Mercantile Bank of India, London and China.
La sede di Shanghai della Chartered Bank aprì nel 1858. Inizialmente si occupava specialmente di scontare e riscontare effetti relativi al commercio di oppio e cotone. Da tali attività risultarono grossi profitti per la Banca. 
Successivamente la Chartered Bank divenne uno dei principali banchi d'emissione di Shanghai..
Nel 1859 la banca aprì una filiale anche a Hong Kong e una a Singapore. Nel 1861 la filiale di Singapore fu elevata ad agenzia. Dal 1862 la banca emette cartamoneta in dollari di Hong Kong, un privilegio che continua ad esercitare tuttora.
Con l'apertura del canale di Suez nel 1869, ed il completamento della linea telegrafica fra l'India e l'Europa da Londra a Calcutta, e la sua successiva estensione alla Cina nel 1871 favorì la Chartered Bank nello sviluppo dei propri affari.
L'espansione della Banca proseguì nel nuovo secolo, con l'apertura di nuove agenzie. I traffici tradizionali della banca riguardavano il cotone da Bombay, l'indaco e il tè da Calcutta, il riso dalla Birmania, lo zucchero da Giava, il tabacco da Sumatra, la canapa da Manila e la seta da Yokohama.
Nei primi anni del Novecento la Banca aprì rappresentanze a New York e Amburgo.
Nel 1927 la Banca acquisì la P&O Bank, che aveva agenzie a Colombo, Shanghai, Hong Kong, Singapore, e Canton.
Nel 1957 prese il controllo della Eastern Bank, con la sua rete di agenzie a Aden, in Bahrain, in Libano, in Qatar e nella Costa della Tregua.  Inoltre, la Chartered acquisì le filiali cipriote della Ionian Bank.

### LaStandard Chartered Bank

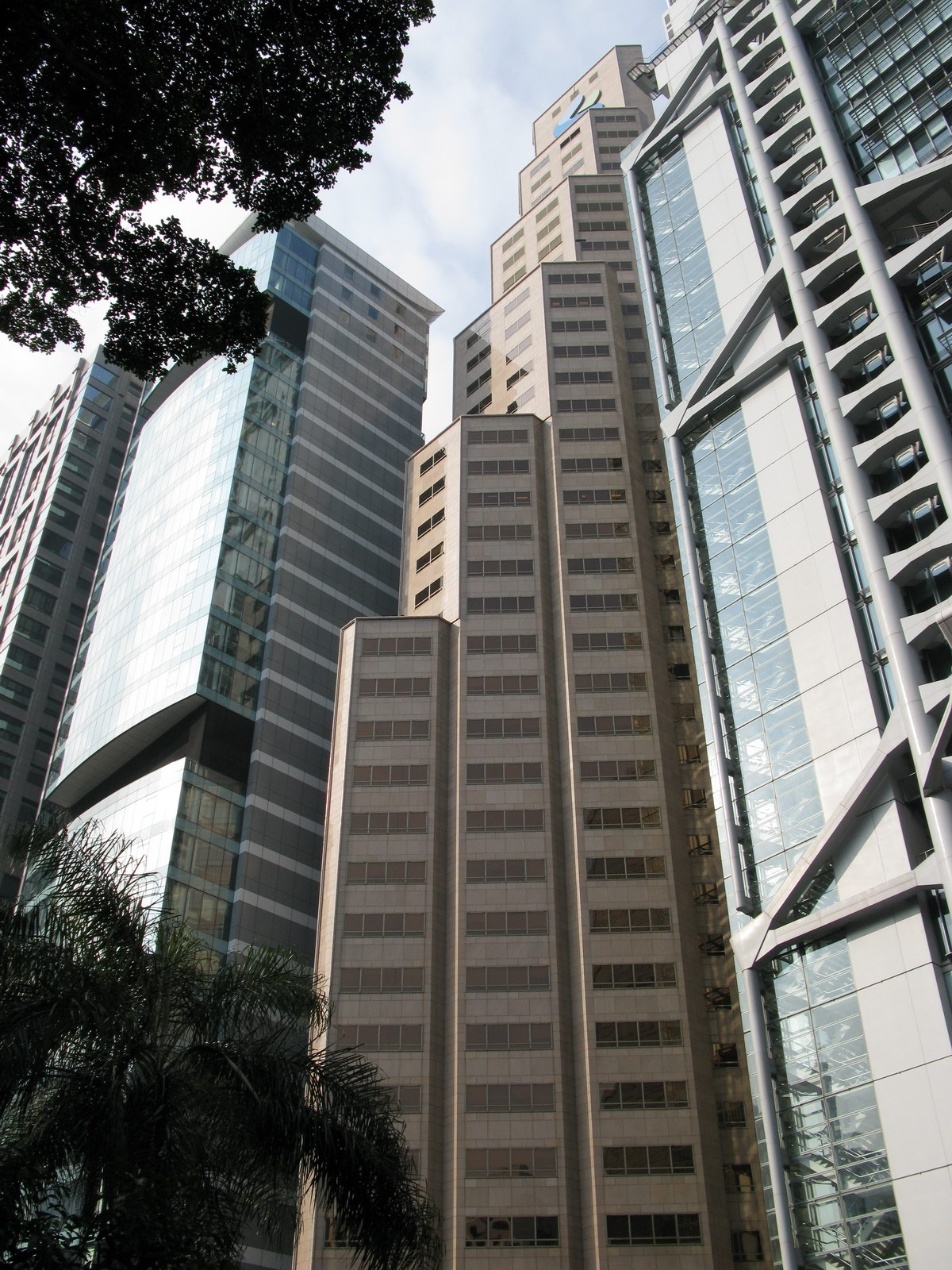
Il palazzo della Standard Chartered a Hong Kong

Nel 1969 la Chartered Bank si fuse con la sudafricana Standard Bank, dando vita alla Standard Chartered Bank. Il nuovo istituto decise di espandersi anche in Europa e negli Stati Uniti.
Nel 1986 la Lloyds Bank tentò una scalata ostile al gruppo, ma fu sconfitta. In ogni modo, l'episodio spinse la Standard Chartered a trasformarsi, effettuando, fra l'altro, una serie di cessioni, in particolare delle proprie attività negli USA e in Sudafrica. Così la Union Bank fu venduta alla Tōkyō Ginkō e la United Bank of Arizona alla Citicorp.
Nel 1987 la Standard Chartered vendette le ultime partecipazioni che aveva nella sudafricana Standard Bank, che da quel momento è completamente separata.
Nel 1992 scoppiò uno scandalo quando vari dipendenti della Standard Chartered di Mumbai furono accusati di aver illecitamente usato i depositi dei correntisti per operazioni speculative sul mercato borsistico. Le multe e le condanne provvisionali comminate dall'autorità bancaria indiana costarono alla Banca quasi 350 milioni di sterline, ovvero più di un terzo del capitale sociale dell'epoca.

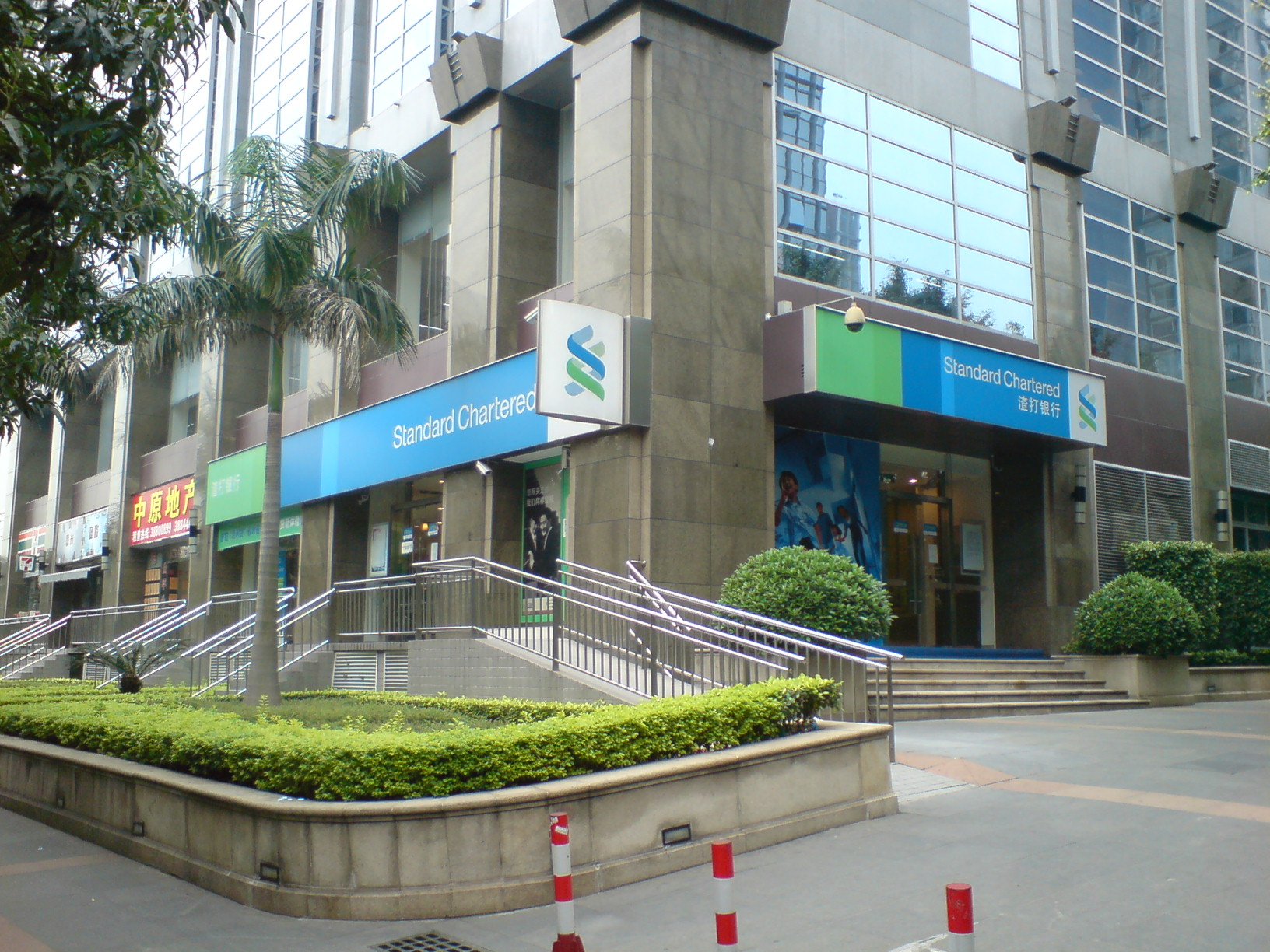
Standard Chartered Bank China in Guangzhou

Nel 2004 è stata fondata la controllata Standard Chartered (Hong Kong), che ha sostituito la capogruppo come banco d'emissione a Hong Kong.
Nello stesso anno la Standard Chartered Bank e il gruppo Jardine Matheson Holdings hanno preso il controllo della Bank Permata: la banca indonesiana ha la seconda più estesa rete di filiali del gruppo Standard Chartered.
Nel 2005 la Banca ha acquisito la Korea First Bank, prevalendo sulla rivale HSBC. La banca coreana è stata conseguentemente ribattezzata SC First Bank.
Il maggior azionista, Khoo Teck Puat, è morto nel 2004; due anni dopo la finanziaria di stato di Singapore, la Temasek, è diventata la maggior azionista della Banca con il 11.55% comprato dagli eredi di Khoo Teck Puat.
Nel 2008 Standard Chartered PLC ha avuto il via libera per completare l'acquisto della American Express Bank Ltd (AEB) dalla American Express (AXP)
Nello stesso anno la Standard Chartered Bank (Hong Kong) Limited ha concluso un accordo per comprare il 100% di Cazenove Asia Limited, una ditta asiatica di intermediazione borsistica, dalla J.P. Morgan Cazenove.

## Note

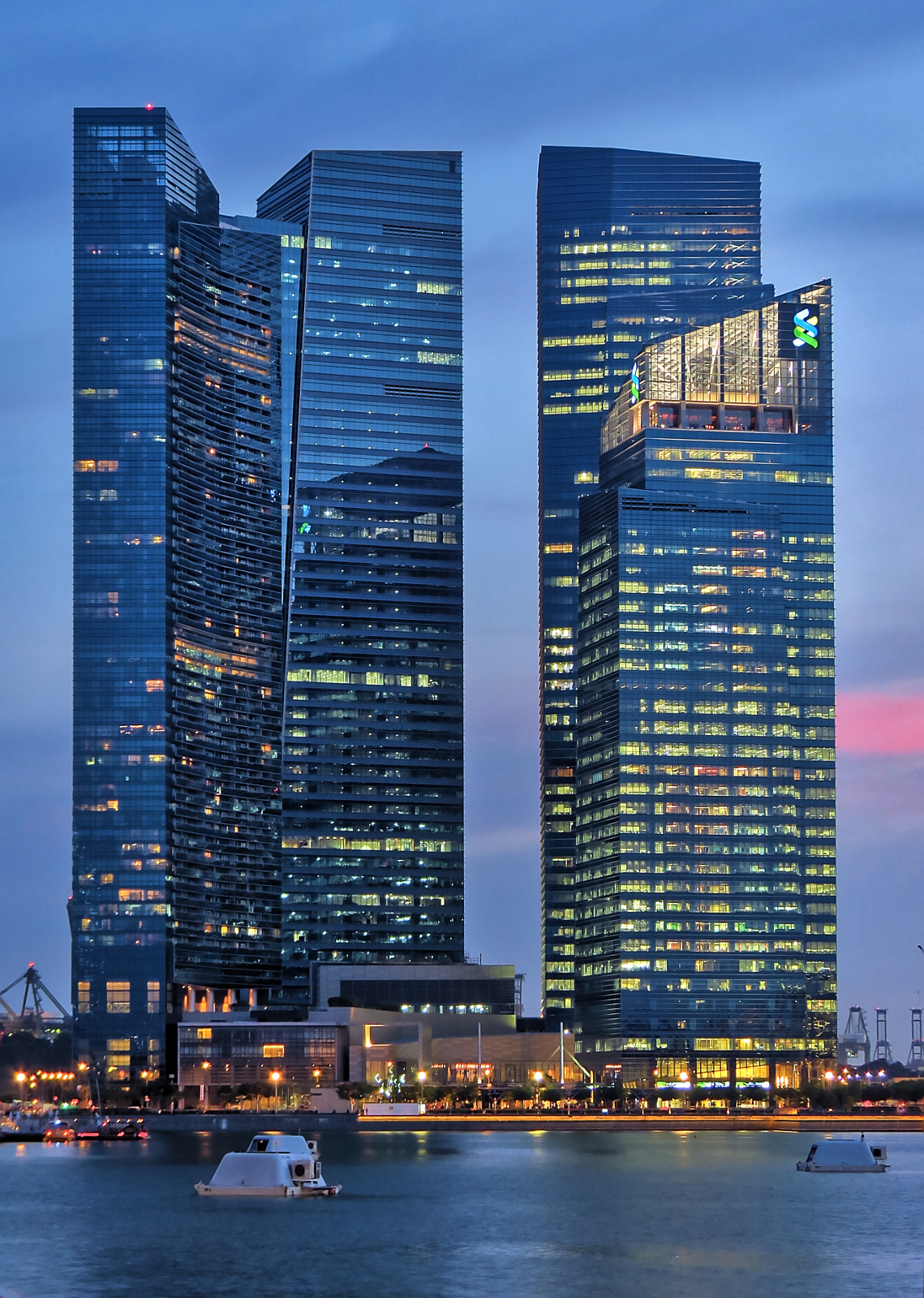
Gli uffici della Standard Chartered in Marina Bay, a Singapore